# Аллигейтор (река)
Аллигейтор (англ. Alligator River) — река на востоке Северной Каролины (США), впадает в залив Албемарл. Является границей между округами Дэр и Тиррелл. Реку пересекает дорога № 64. 34-километровый канал соединяет её с рекой Пунго.
Входит в Национальный заповедник Аллигейтор, расположенный на 160 км² особых водно-болотных земель, т. н. покосин. Заповедник простирается до Атлантического океана.